# 99949 Мипгис
99949 Мипгис је астероид главног астероидног појаса откривем 16. марта 2007. у Паломар опсерваторији. Открио га је Том Герелс, а назван је по Мип Гис, која је скривала Ану Франк од нациста током Другог светског рата, а после рата сачувала и њен дневник.
Апсолутна магнитуда му је 14,3. Афел је 2.9463858, а перихел 2.1937686, док је инклинација 29.42817 степени. Ексцентрицитет је 0.1464192, велика полуоса 2.5700772 астроносмских јединица, а орбитални период 1504.9347437 дана.